# Barbe-Nicole Clicquot-Ponsardin

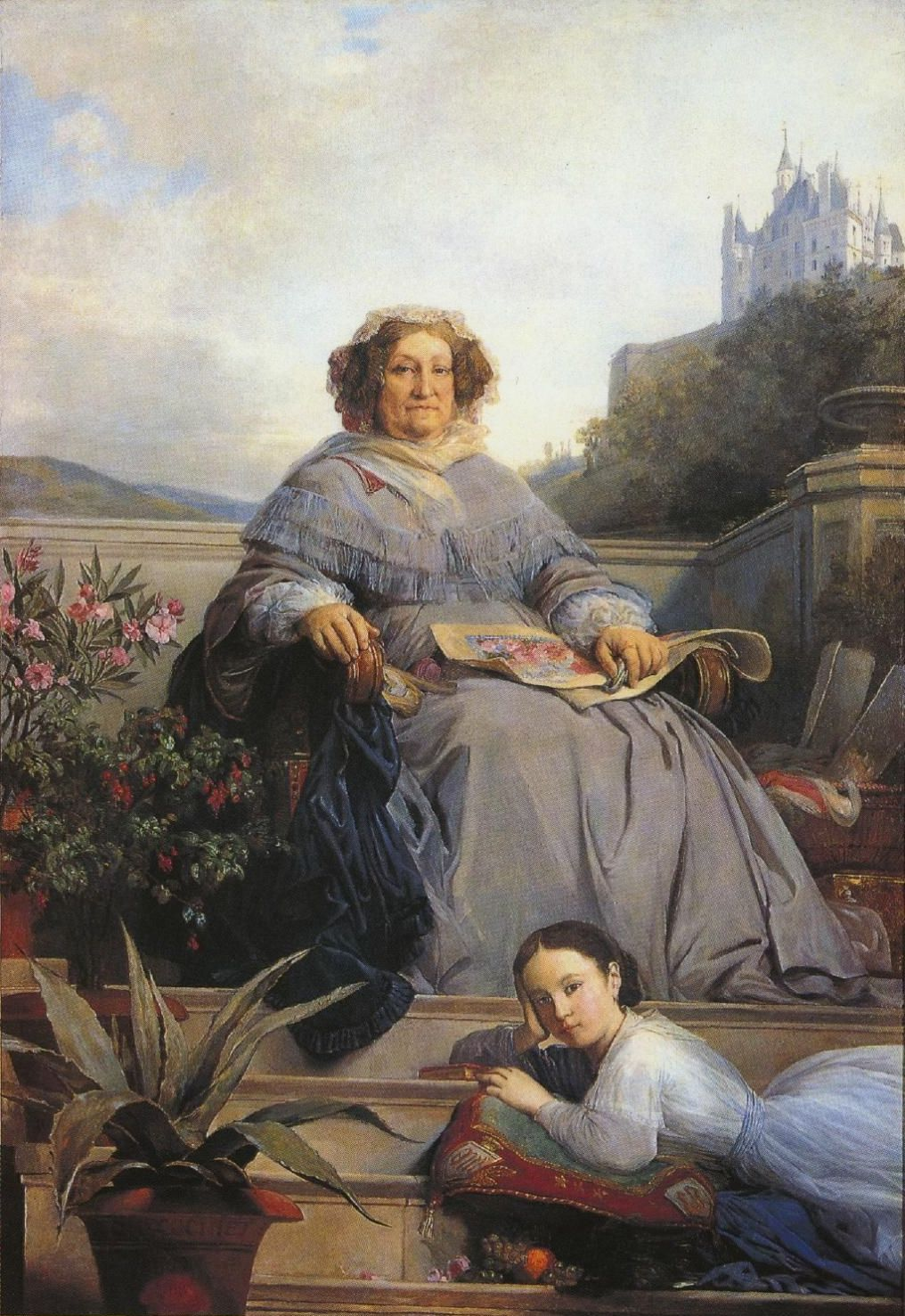
Portret met dochter

Barbe-Nicole Clicquot-Ponsardin (Reims, 16 december 1777 – Boursault, 29 juli 1866) was een Frans zakenvrouw die als weduwe met veel succes leiding gaf aan het champagnehuis dat sindsdien Veuve Clicquot Ponsardin heet.
De burgemeestersdochter uit Reims huwde François Clicquot in 1798 en werd al in 1804 weduwe. 
Zij was een van de bekend geworden weduwen die aan de bloei van de champagne-industrie hebben bijgedragen. De uitvinding van de pupitre, de houten stelling waarin de flessen de remuage ondergaan, wordt aan haar toegeschreven. De weduwe liet haar champagnehuis en een groot deel van de wijngaarden na aan haar compagnon Mathieu Édouard Werlé.
Het champagnehuis Veuve Clicquot gebruikt het portret van deze "grande dame de Champagne" op etiketten en in reclames. De cuvée de prestige van het huis heet, naar haar, "La Grande Dame". 

## Prijs
In Nederland wordt de prix Veuve Clicquot uitgereikt aan de zakenvrouw van het jaar.